# HD 13808
HD 13808 — звезда, которая находится в созвездии Эридан на расстоянии около 93,2 световых лет от нас. Вокруг звезды обращаются, как минимум, две планеты.

## Характеристики
HD 13808 представляет собой оранжевый карлик 8,38 видимой звёздной величины; впервые в астрономической литературе упоминается в каталоге Генри Дрейпера, изданном в начале XX века. Он значительно тусклее, меньше и менее массивнее, чем наше Солнце. Температура поверхности звезды составляет около 5723 кельвинов.

## Планетная система
В 2011 году калифорнийской группой астрономов, работающих со спектрографом HARPS, было объявлено об открытии двух планет в системе: HD 13808 b и HD 13808 c. HD 13808 b по массе превосходит Землю в 10 с лишним раз. Она обращается очень близко к родительской звезде — на расстоянии 0,1 а.е., совершая полный оборот за 14 с лишним суток.
Орбита HD 13808 c лежит немного дальше — на расстоянии 0,24 а.е. от звезды. Год на ней длится около 53 суток. Её масса почти такая же, как и у планеты b. Открытие обеих планет было совершено методом доплеровской спектроскопии. Общее время наблюдений составило 2770 суток. Ниже представлена сводная таблица их характеристик.